# Биярсланов, Камал Русланович
Камал Русланович Биярсланов (22 мая 1987, Махачкала, Дагестанская АССР, РСФСР, СССР) —  российский тхэквондист, двукратный чемпион России. По национальности — кумык.

## Спортивная карьера
Тхэквондо начал заниматься в 1997 году в ДГЦБИ министерства спорта Республики Дагестан в Махачкале. Занимался у Абдуллы-Руслана Магомедова. В июле 2002 года в Екатеринбурге стал чемпионом России среди юниоров. В том же 2002 году на чемпионате мира среди юниоров в Ираклионе стал бронзовым призёром. В 2005 году принимал участие на чемпионате мира в Мадриде, где выбыл на стадии 1/16 финала, в том же году на чемпионате Европы в Риге остановился на стадии 1/8 финала, уступив будущему финалисту Эльнуру Аманову. В 2006 году стал чемпионом России. После окончания спортивной карьеры работает тренером-преподавателем и руководителем Федерации паратхэквондо Дагестана.

## Личная жизнь
В 2004 году окончил школу № 38 в Махачкале. В 2010 году окончил Дагестанский государственный педагогический университет, спортивно-педагогический факультет. Отец: Руслан — вице-президент федерации тхэквондо Дагестана, брат: Арсен — также тхэквондист. 

## Достижения
- Чемпионат России по тхэквондо среди юниоров 2002 — ;
- Чемпионат мира по тхэквондо среди юниоров 2002 — ;
- Чемпионат России по тхэквондо 2006 — ;